# 243526 Russwalker
243526 Russwalker este un asteroid din centura principală de asteroizi.

## Descriere
243526 Russwalker este un asteroid din centura principală de asteroizi. A fost descoperit pe 19 februarie 2010 în Statele Unite, în cadrul programului WISE. Asteroidul prezintă o orbită caracterizată de o semiaxă mare de 3,11 ua, o excentricitate de 0,19 și o înclinație de 14,9° în raport cu ecliptica.